# Difterivaccine
Difterivaccine er en vaccine , der anvendes mod Corynebacterium diphtheriae der forårsager difteri. Det har resulteret i et fald på mere end 90 % i antallet af tilfælde på verdensplan mellem 1980 og 2000. De anbefales at man tager tre start doser, hvorefter virkningen er 95 % effektiv. Vaccinen er effektiv i omkring 10 år, hvor efter en boosterdosis er nødvendig. Vaccinationen kan starte i seks uger alder, med yderligere doser hver fjerde uge der efter.
Difterivaccine er meget sikker. Betydelige bivirkninger er sjældne. Smerter kan opstå på injektionsstedet. Injektionsstedet kan blive hævet i et par uger efter vaccinationen. Vaccinen er sikker i både graviditet og for folk der har dårlig immunfunktion.
Difterivaccine kommer i flere forskellige kombinationer. Disse omfatter tetanus toxoid (kendt som dT og DT-vaccine), og en anden variation også indeholder stivkrampe og kighoste vaccine, kendt som DPT-vaccinen. World Health Organisation har anbefalet brugen af Difterivacciner siden 1974. Cirka 84 % af verdens befolkning er vaccineret. Den gives som en intramuskulær injektion. Vaccinen skal opbevares koldt, men ikke frosset.
Difterivaccine blev udviklet i 1923. Det er på WHOs Liste af livsvigtige Lægemidler, som en af de vigtigste mediciner i et grundlæggende sundheds-system. Engros-pris i udviklingslandene, for en version  der indeholder tetanus toxoid, var i 2014 mellem 0,12 og 0.99 USD per dosis. I USA koster de mindre end 25 USD.

## References
1. ↑  "MedlinePlus Medical Encyclopedia: Diphtheria immunization (vaccine)". Arkiveret fra originalen 2. marts 2009. Hentet 2009-03-07.
2. 1 2 3 4 5 6 7 8 9 10  "Diphtheria vaccine" (PDF). Wkly Epidemiol Rec. 81 (3): 24-32. 20. januar 2006. PMID 16671240. Arkiveret (PDF) fra originalen 6. juni 2015. Hentet 20. juli 2016.
3. 1 2 3  Atkinson, William (maj 2012). Diphtheria Epidemiology and Prevention of Vaccine-Preventable Diseases (12 udgave). Public Health Foundation. s. 215-230. ISBN 9780983263135. Arkiveret fra originalen 20. juli 2013. Hentet 20. juli 2016.
4. ↑  Centre for Disease Control and Prevention. "Diphtheria Vaccination". Department of Health and Human Services. Arkiveret fra originalen 2. november 2011. Hentet 8. november 2011.
5. ↑  "Diphtheria". who.int. 3. september 2014. Arkiveret fra originalen 2. april 2015. Hentet 27. marts 2015.
6. ↑  Macera, Caroline (2012). Introduction to Epidemiology: Distribution and Determinants of Disease. Nelson Education. s. 251. ISBN 9781285687148. Arkiveret fra originalen 5. marts 2016. Hentet 20. juli 2016.
7. ↑  "WHO Model List of EssentialMedicines" (PDF). World Health Organization. oktober 2013. Arkiveret (PDF) fra originalen 23. april 2014. Hentet 22. april 2014.
8. ↑  "Vaccine, Diphtheria-Tetanus". International Drug Price Indicator Guide. Hentet 6. december 2015. (Webside ikke længere tilgængelig)
9. ↑  Hamilton, Richart (2015). Tarascon Pocket Pharmacopoeia 2015 Deluxe Lab-Coat Edition. Jones & Bartlett Learning. s. 313. ISBN 9781284057560.